# Lijmsnuiven

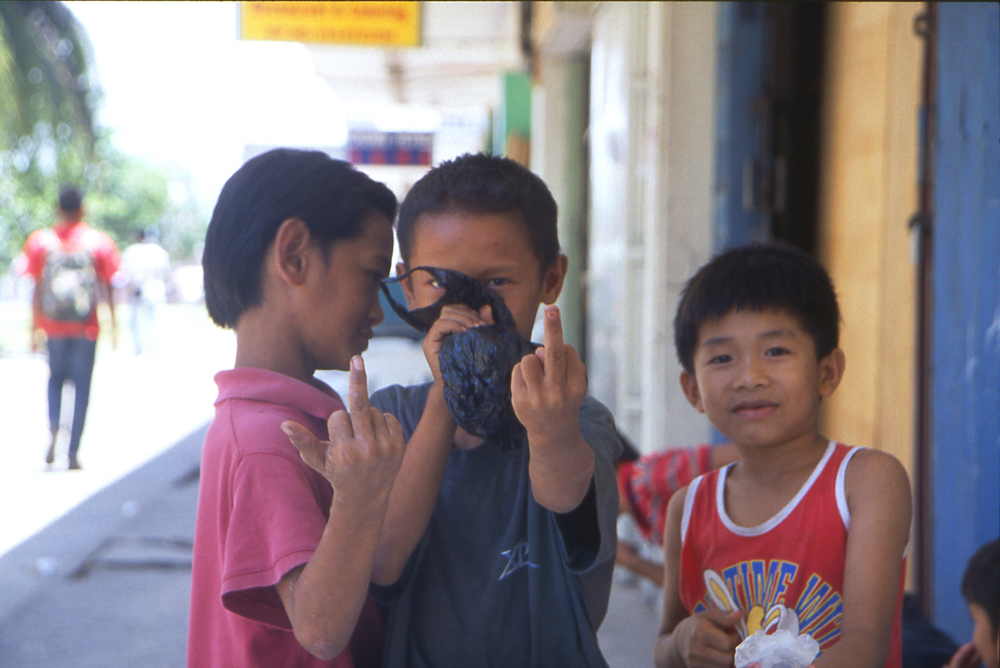
Lijmsnuivende zwerfkinderen op Borneo

Lijmsnuiven is het inhaleren van vluchtige stoffen in lijm (en eventueel andere substanties zoals tri, wasbenzine, di-ethylether of een ander organisch oplosmiddel) met het doel in een roes te raken. Deze wijze van drugsgebruik komt veel voor in ontwikkelingslanden. In brede zin wordt wel het inhaleren van dampen van makkelijk verkrijgbare chemicaliën bedoeld. 

## Geschiedenis
Het inhaleren van vluchtige stoffen om een roes te veroorzaken bestaat al lang. Toen de Rooms-Katholieke kerk in de 19e eeuw een campagne tegen alcoholgebruik begon in Ierland, gingen veel Ieren over op het inhaleren van etherdampen, waardoor men soortgelijke effecten kon bereiken als bij dronkenschap. Zo vertelde men op een gegeven moment dat men in Ierland aan de adem kon ruiken of iemand protestant (alcohol) of katholiek (ether) was. Ook met lachgas werd geëxperimenteerd. Het werd zelfs een kermisattractie om vrijwilligers lachgas te laten gebruiken waarna ze tot algehele hilariteit niet meer op hun benen konden staan.
Later is het lijm- en benzinesnuiven opgekomen in ontwikkelingslanden. De methode werd zeer populair onder zwerfkinderen in derdewereldlanden. De voordelen waren navenant: het middel is goedkoop en makkelijk te krijgen, en de roes treedt meteen op. Met name in Midden- en Zuid-Amerika, maar ook zeker in Europa, wordt gesnoven. De nadelen zijn de effecten op de gezondheid.

## Methoden
De methoden om te inhaleren kunnen verschillen. Soms wordt een tube lijm op de hand leeggespoten en worden de dampen geïnhaleerd. Benzinesnuivers hangen weleens een blikje benzine om de nek zodat ze voortdurend dampen inhaleren. Ook wordt weleens de stof in een plastic zak gestopt, waarna men uit de zak inhaleert, zodat zo min mogelijk dampen ontsnappen. Verder wordt de stof weleens op watten of katoen gesprenkeld, waarna de dot bij de neus en mond gehouden wordt.

## Effecten op korte termijn
De roes treedt bij gebruik zeer snel op, en verdwijnt weer erg snel wanneer de bron wordt verwijderd.
Omdat er verschillende chemische stoffen worden gebruikt, zijn de effecten ook verschillend. Wel komen de gewenste effecten (de roes) overeen met die van professionele anesthetica zoals propofol. Deze middelen worden echter bij een operatie door professionals toegediend met zuurstof, terwijl de dosis en het welzijn van de patiënt constant bewaakt wordt. Een lijm- of benzinesnuiver kan de dosis noch zijn welzijn bewaken, en gebruikt bovendien stoffen op een manier waarvoor ze niet bedoeld zijn.
De eerste effecten zijn onder andere giecheligheid, een lichte roes, desoriëntatie, soms hallucinaties, en storingen in de motoriek. Bij hogere doses zal de gebruiker niet meer op de benen kunnen staan, treden verstoringen in de hartslag en pijnzin op, en wordt de roes in de regel als niet meer plezierig ervaren. Bij nog hogere doses kunnen bewusteloosheid, ademstilstand en hartstilstand optreden. 
Soms kan de roes tot plotselinge agressie leiden. Het gebruik van een plastic zak kan soms tot verstikking leiden doordat de gebruiker door de roes niet meer in staat is de zak te verwijderen. Ook kan de gebruiker bij plotselinge misselijkheid stikken in zijn eigen braaksel. Zelfs wanneer de gebruiker zich in het gezelschap van anderen bevindt, zijn deze andere personen vaak ook gebruikers en zijn ze zelf dan al zodanig onder invloed dat ze geen hulp kunnen bieden of niet merken wat er gebeurt.
In zeldzame gevallen kan bevriezing van de slijmvliezen optreden doordat de middelen bij verdamping ontzettend veel warmte aan het lichaam onttrekken.
Een ander gevaar zijn ontploffingen. Doordat de gebruikte vluchtige middelen meestal zeer brandbaar zijn, kan een gebruiker een explosie veroorzaken door tijdens of na het gebruiken bijvoorbeeld een sigaret op te steken.

## Effecten op lange termijn
Er zijn verschillende effecten op lange termijn waar te nemen. Orgaanbeschadigingen zijn gesignaleerd, met name bij het hart en de lever. Snuivers die de watten gebruiken krijgen bovendien microscopisch kleine vezels binnen wat kan leiden tot longbeschadiging of een haarbal in de maag. Het snuiven van loodhoudende benzine kan leiden tot loodvergiftiging, met bijbehorende symptomen. Ook hier geldt dat de effecten afhankelijk zijn van de werkzame stof. 
Bij sommige gebruikers die langer snuiven is plotseling hartfalen gesignaleerd, ook bij "normale" doses. Dit zou te maken kunnen hebben met een overgevoeligheid voor adrenaline die gebruikers kunnen ontwikkelen. Een adrenalinestoot ten gevolge van bijvoorbeeld een enge hallucinatie tijdens het snuiven kan hierdoor fataal zijn.
Ontwenningsverschijnselen komen vrijwel niet voor en zijn slechts zeer zelden ernstig. Bij herhaaldelijk gebruik treedt tolerantie op.

## Veel gebruikte stoffen
De voordelen voor de meeste gebruikers zijn de makkelijke verkrijgbaarheid en de lage prijs van de stoffen. De volgende chemicaliën worden of werden vaak gebruikt:
- Lijm (tolueen)
- Ether
- Aceton
- Verfverdunners
- Benzine (verschillende koolwaterstoffen)
- Verf- en lakverdunners
- Vlekkenwater (tri en tetra)
- Bandenplaksolutie
- Butaan- en propaangas
- Mottenballen